# Булаксайський сільський округ
Булакса́йський сільський округ (каз. Бұлақсай ауылдық округі, рос. Булаксайский сельский округ) — адміністративна одиниця у складі Аршалинського району Акмолинської області Казахстану. Адміністративний центр — село Булаксай.
Населення — 1026 осіб (2021; 1469 у 2009, 1553 у 1999, 1727 у 1989).
Станом на 1989 рік існувала Нововладимировська сільська рада (села Акжар, Владимировка, Зоря, Нововладимировка, Сариоба, Херсоновка, селище Сариоба), з 1993 року — Нововладимировський сільський округ. Пізніше села Владимировка, Сариоба та селище Сариоба утворили окремий Сарабінський сільський округ. Село Акжар було ліквідоване 2001 року. 2006 року сільський округ отримав сучасну назву.

## Склад
До складу округу входять такі населені пункти:
| Населений пункт | Колишні назви    | Населення, осіб (1989) | Населення, осіб (1999) | Населення, осіб (2009) | Населення, осіб (2021) |
| --------------- | ---------------- | ---------------------- | ---------------------- | ---------------------- | ---------------------- |
| Акжар, село     | Зоря             | 172                    | 216                    | 182                    | 95                     |
| Акжар, село     | -                | 66                     | 18                     | -                      | -                      |
| Булаксай, село  | Нововладимировка | 1145                   | 924                    | 840                    | 563                    |
| Костомар, село  | Херсоновка       | 344                    | 395                    | 447                    | 368                    |